# Lípa srdčitá u Svaté Kateřiny
Lípa srdčitá u Svaté Kateřiny je památný strom u vesnice Svatá Kateřina, západně od Nýrska. Dožívající lípa malolistá (Tilia cordata) roste asi 800 m jihozápadně od vesnice, na louce poblíž hraničního přechodu, v nadmořské výšce 663 m. Obvod jejího kmene měří 458 cm a koruna stromu dosahuje do výšky 22 m (měření 2003). Chráněna je od roku 1992 pro svůj vzrůst a věk.